# Principat patriarcal d'Aquilée
 (juin 2024).
La mise en forme du texte ne suit pas les recommandations de Wikipédia : il faut le « wikifier ».
Les points d'amélioration suivants sont les cas les plus fréquents. Le détail des points à revoir est peut-être précisé sur la page de discussion.
- Les titres sont pré-formatés par le logiciel. Ils ne sont ni en capitales, ni en gras.
- Le texte ne doit pas être écrit en capitales (les noms de famille non plus), ni en gras, ni en italique, ni en « petit »…
- Le gras n'est utilisé que pour surligner le titre de l'article dans l'introduction, une seule fois.
- L'italique est rarement utilisé : mots en langue étrangère, titres d'œuvres, noms de bateaux, etc.
- Les citations ne sont pas en italique mais en corps de texte normal. Elles sont entourées par des guillemets français : « et ».
- Les listes à puces sont à éviter, des paragraphes rédigés étant largement préférés. Les tableaux sont à réserver à la présentation de données structurées (résultats, etc.).
- Les appels de note de bas de page (petits chiffres en exposant, introduits par l'outil «  Source ») sont à placer entre la fin de phrase et le point final[comme ça].
- Les liens internes (vers d'autres articles de Wikipédia) sont à choisir avec parcimonie. Créez des liens vers des articles approfondissant le sujet. Les termes génériques sans rapport avec le sujet sont à éviter, ainsi que les répétitions de liens vers un même terme.
- Les liens externes sont à placer uniquement dans une section « Liens externes », à la fin de l'article. Ces liens sont à choisir avec parcimonie suivant les règles définies. Si un lien sert de source à l'article, son insertion dans le texte est à faire par les notes de bas de page.
- La présentation des références doit suivre les conventions bibliographiques. Il est recommandé d'utiliser les modèles {{Ouvrage}}, {{Chapitre}}, {{Article}}, {{Lien web}} et/ou {{Bibliographie}}. Le mode d'édition visuel peut mettre en forme automatiquement les références.
- Insérer une infobox (cadre d'informations à droite) n'est pas obligatoire pour parachever la mise en page.

Pour une aide détaillée, merci de consulter Aide:Wikification.
Si vous pensez que ces points ont été résolus, vous pouvez retirer ce bandeau et améliorer la mise en forme d'un autre article.
Le principat patriarcal d'Aquilée, également appelé, en référence au pouvoir temporel du patriarche, patriarcat d'Aquilée, et appelé Patrie du Frioul à partir du XIIIe siècle, est créé en tant que principauté ecclésiastique du Saint Empire romain germanique de 1077 à 1420 et perdure en tant qu'organe de représentation politique (Parlement du Frioul) jusqu'en 1805.

## Terminologie
L'expression patriarcat d'Aquilée peut être utilisée pour désigner trois réalités historiques et entités juridiques différentes, à savoir :
- le diocèse soumise à la juridiction immédiate et directe de l'évêque d'Aquilée ;
- la province ecclésiastique d'Aquilée, c'est-à-dire l'ensemble des diocèses sur lesquels l'Église aquiléenne avait une juridiction canonique en tant qu'archidiocèse métropolitain ;
- le principauté ecclésiastique sur laquelle le chef de l'Église aquiléenne a exercé un pouvoir temporel de 1077 à 1420[4].

Ces trois réalités ne coïncidaient ni temporellement ni en termes d'étendue territoriale, et ont subi différentes modifications au fil des siècles. L'objet de cet article est la troisième des réalités énumérées ci-dessus.

## Etendue territorial

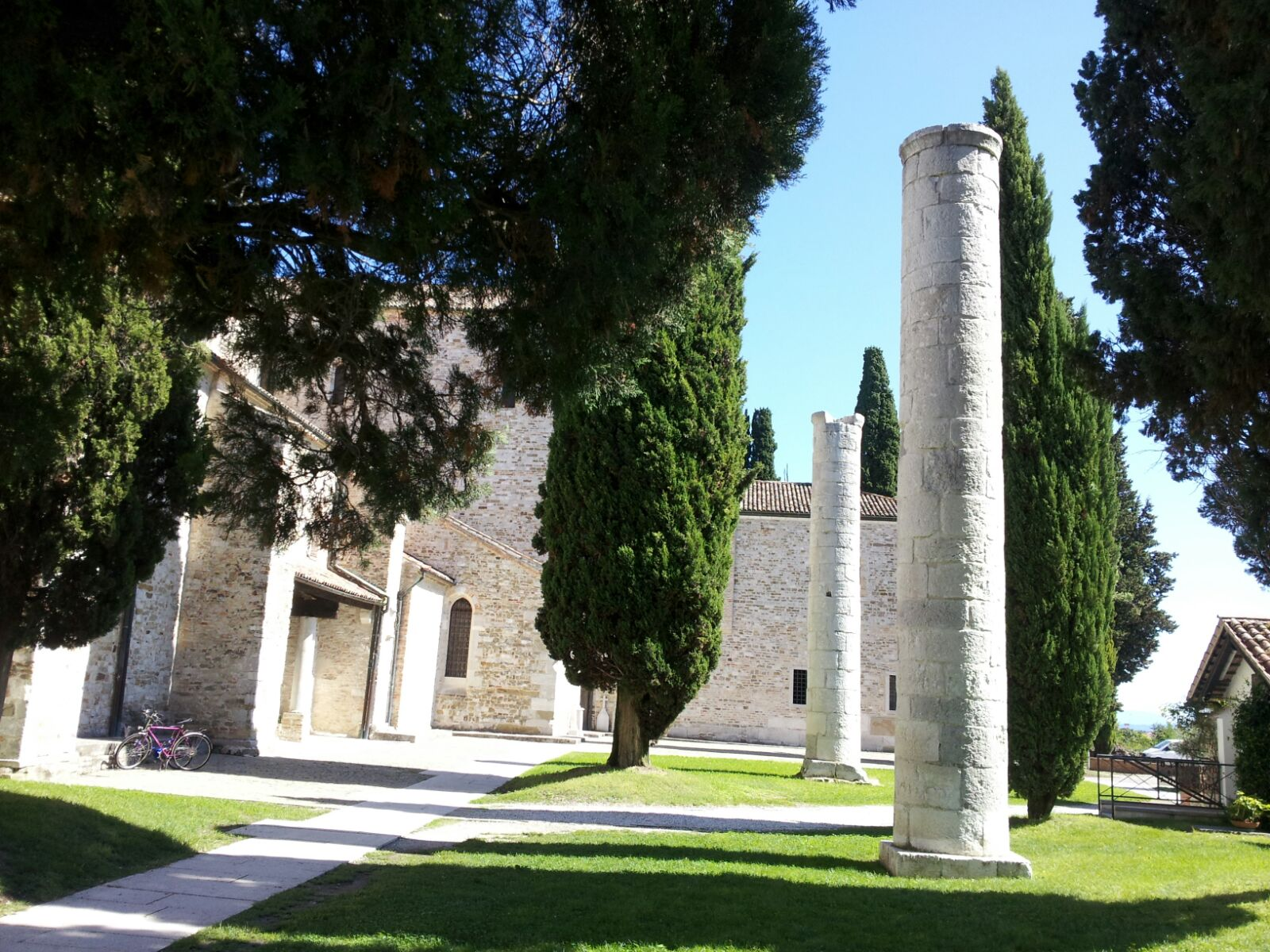
Aquilée : les seules deux colonnes restantes du palais patriarcal.

Les patriarches d'Aquilée, qui exercent depuis des siècles l'autorité religieuse sur le territoire, obtiennent en 1077 l'investiture féodale sur le Frioul, qu'ils conservent jusqu'en 1420. À certaines périodes de l'histoire, les frontières géographiques et politiques de la Patrie du Frioul s'étendent jusqu'en Istrie, dans la vallée du Biois, dans le Cadore, en Carinthie, en Carniole et en Styrie.
Le patriarche a sa résidence dans différentes localités de la diocèse, tout en conservant toujours le titre d'Aquilée : nominativement à Aquilée, mais en réalité, il réside d'abord à Cormons (entre 610 et 737), puis à Forum Iulii (l'actuelle Cividale del Friuli) et ensuite, à partir de 1238, à Udine. Sa cour comprend des peuples de langues et d'ethnies différentes, unissant

## Histoire
Incorporé dans le duché du Frioul pendant le Royaume lombard, à la suite de la conquête franque, le territoire frioulan est organisé en tant que Marche du Frioul. En 952, la marche de Vérone et d'Aquilée est établie, initialement soumise au duché de Bavière, avec l'Istrie, la Carinthie et la Carniole, puis, en 976, intégrée dans le nouveau duché de Carinthie. Le patriarche Poppone (1019-1042), parent et ministre de l'empereur Conrad II, consacre le 13 juillet 1031 la nouvelle cathédrale et entoure Aquilée de nouvelles fortifications. Il s'efforce de se libérer du contrôle du duché de Carinthie et affronte les Vénitiens à Grado, où il est contraint, d'abord par les armes de la république de Venise, puis par un synode papal, à renoncer à la conquête de Grado.

### Fief d'Aquilée

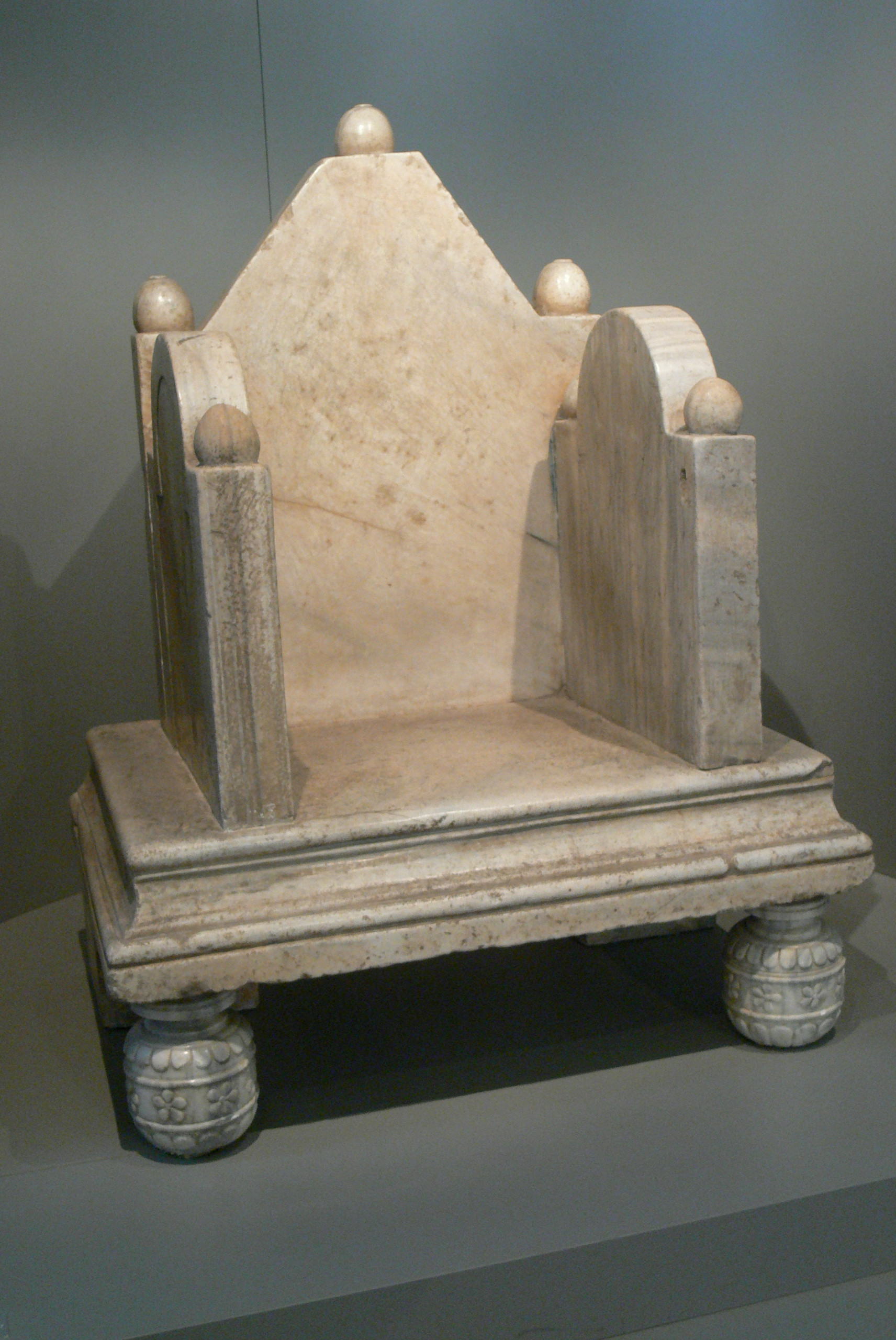
« Le trône du patriarche » (Cividale del Friuli, Museum Cristiano)

Henri IV, venu en Italie pour obtenir la révocation de l'excommunication prononcée par le pape Grégoire VII (épisode célèbre de la pénitence de Canossa), doit rapidement faire face à une révolte des nobles, due à son absence et au fait que le pape, bien qu'ayant levé l'excommunication, n'avait pas annulé la déclaration de déchéance du trône. Après avoir résolu ses problèmes avec le pape, Henri tente de retourner en hâte dans son pays pour rétablir son pouvoir, mais découvre que les nobles locaux contrôlant les passages alpins se sont rangés du côté de la noblesse allemande, alors perçue comme favorite. Seul le patriarche d'Aquilée Sieghard von Aquileia, également bavarois comme l'empereur et fidèle à celui-ci, lui accorde le passage.

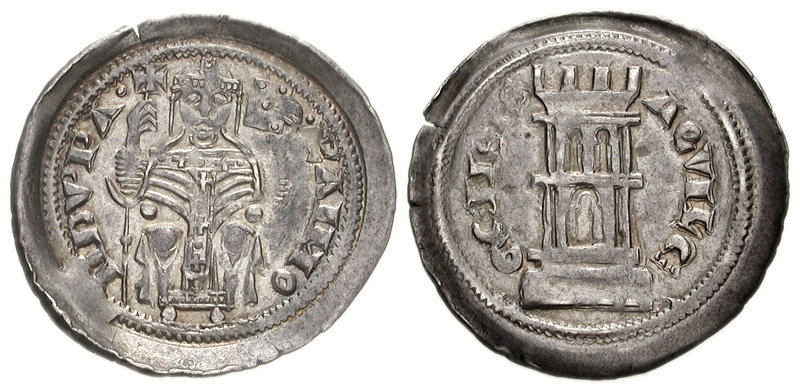
Denier du patriarche Raimondo della Torre
(1273-1299)

Le 3 avril 1077, en récompense de sa fidélité, Sigeardo reçoit de l'empereur Henri IV, qui a entre-temps réussi à rétablir son autorité, l'investiture féodale en tant que duc du Frioul, marquis d'Istrie et le titre de prince, constituant ainsi le Principat ecclésiastique d'Aquilée, un fief direct du Saint-Empire romain germanique.
Le principat ecclésiastique est délimité au nord par les Alpes, à l'est par le cours du Reka, au sud par la mer Adriatique et à l'ouest par le cours de la Livenza et, fait assez rare pour les duchés de l'époque, mis à part quelques petits territoires directement dépendants de l'Empire, il bénéficie d'une unité territoriale.
Les patriarches d'Aquilée, devenus vassaux de l'empereur, étaient désormais soumis à l'autorité impériale et leur nomination devait donc être approuvée par le souverain. Les successeurs de Sigeardo étaient donc pendant longtemps tous d'origine germanique, et sous leur règne, le pouvoir patriarcal s'étendit également à Trieste, l'Istrie, la Carinthie, la Styrie et le Cadore.
Sous le patriarcat de Volchero (1204-1218), un grand élan est donné aux échanges commerciaux et aux activités productives, le réseau routier est amélioré et l'activité culturelle est florissante.
À Volchero succède le patriarche Bertoldo (1218-1251), qui dès le début porte une attention particulière à la ville d'Udine en raison de sa centralité, et en peu de temps cette dernière passe d'un petit village à une véritable ville. L'actuelle Cividale del Friuli était le siège du patriarcat jusqu'en 1238, année où Bertoldo déménage à Udine, qui acquiert ainsi une importance croissante, devenant avec le temps le cœur institutionnel du Frioul.
Les ambitions conquérantes des Gibelins (pro-impériaux) Ezzelino III da Romano et Mainardo III, comte de Goriz, contraignent le patriarche à chercher de l'aide dans le parti adverse (les Guelfes) en s'alliant avec Venise et le duc de Carinthie, devenant ainsi un élément fort de la ligue guelfe et créant ainsi une rupture avec la ligne politique suivie jusqu'à présent.
À partir de ce tournant, le Frioul n'a pas bénéficié de gains substantiels et, également en raison de l'assassinat de certains patriarches par des factions adverses, il a entamé une période de déclin : le patriarche n'arrivait plus à maintenir la cohésion entre les communes et les trahisons, les conspirations et les luttes entre vassaux sont devenues fréquentes. Le comte de Gorizia est devenu le principal adversaire de l'autorité patriarcale. La période de l'un des patriarches les plus importants, Raimondo della Torre, qui a duré de 1273 à 1299, a été marquée par une série de conflits. En 1272, l'année précédant la nomination de Raimondo en tant que patriarche par Grégoire X, le roi de Bohême Ottokar II avait réussi à rétablir le gouvernement laïque sur le Frioul, conservant les titres de margrave du Frioul et de margrave d'Istrie jusqu'en 1276, date à laquelle il a été vaincu par l'empereur Rodolphe Ier de Habsbourg. Cet événement a permis la restauration du principat patriarcal du Frioul, qui cependant en 1281 est entré en conflit avec la république de Venise pour la possession d'une partie de l'Istrie.

Une phase de récupération a eu lieu sous le patriarcat de Bertrando (1334-1350), qui a remporté de nombreux succès sur le plan militaire et diplomatique sans jamais négliger ses devoirs d'évêque. Le 6 juin 1350, alors âgé de quatre-vingt-dix ans, il est assassiné dans un complot dirigé par le comte de Gorizia et le conseil municipal de Cividale près de l'actuelle San Giorgio della Richinvelda.

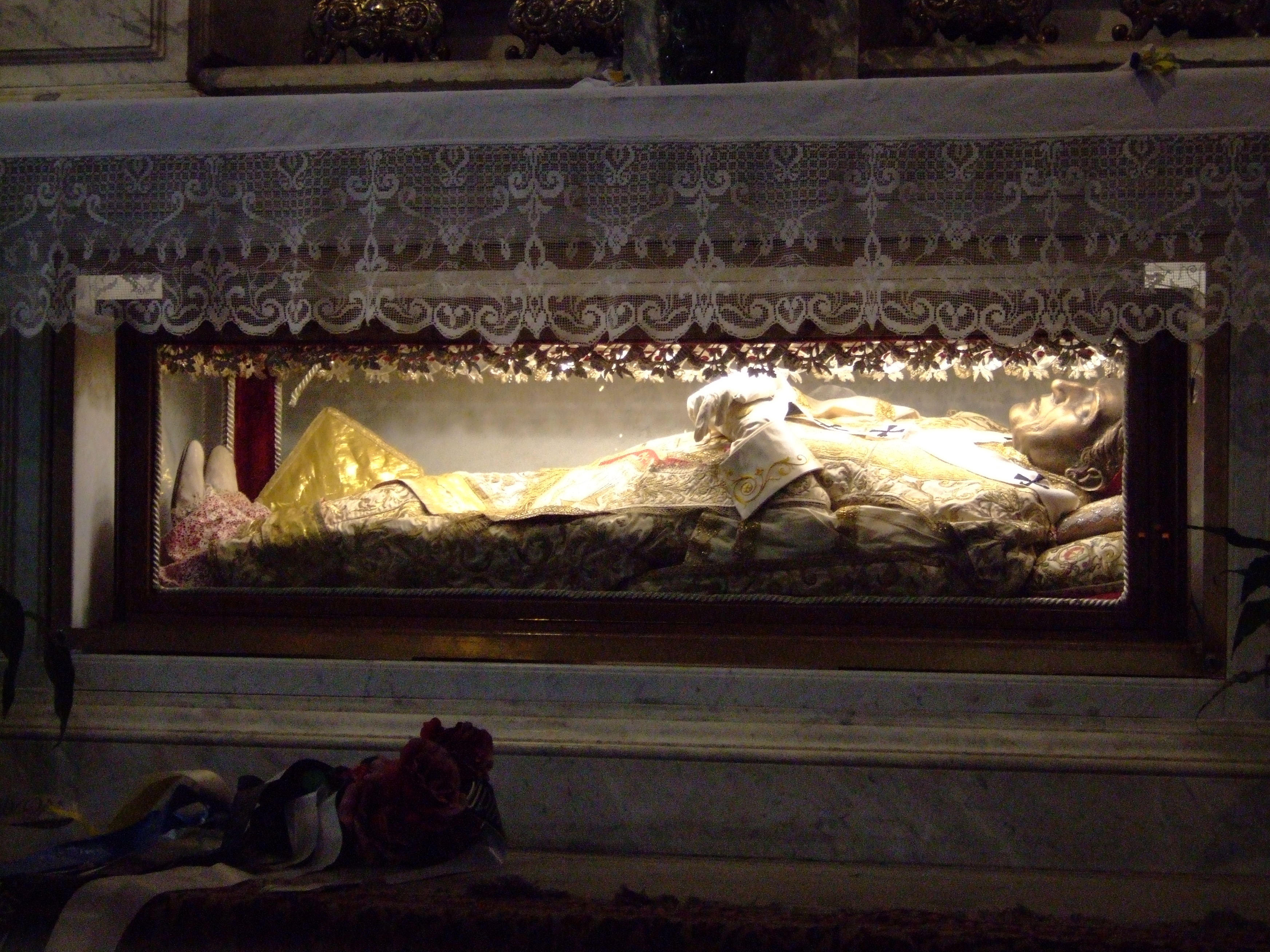
Cathédrale d'Udine : urne du bienheureux Bertrando di San Genesio, patriarche d'Aquilée (1334-1350)

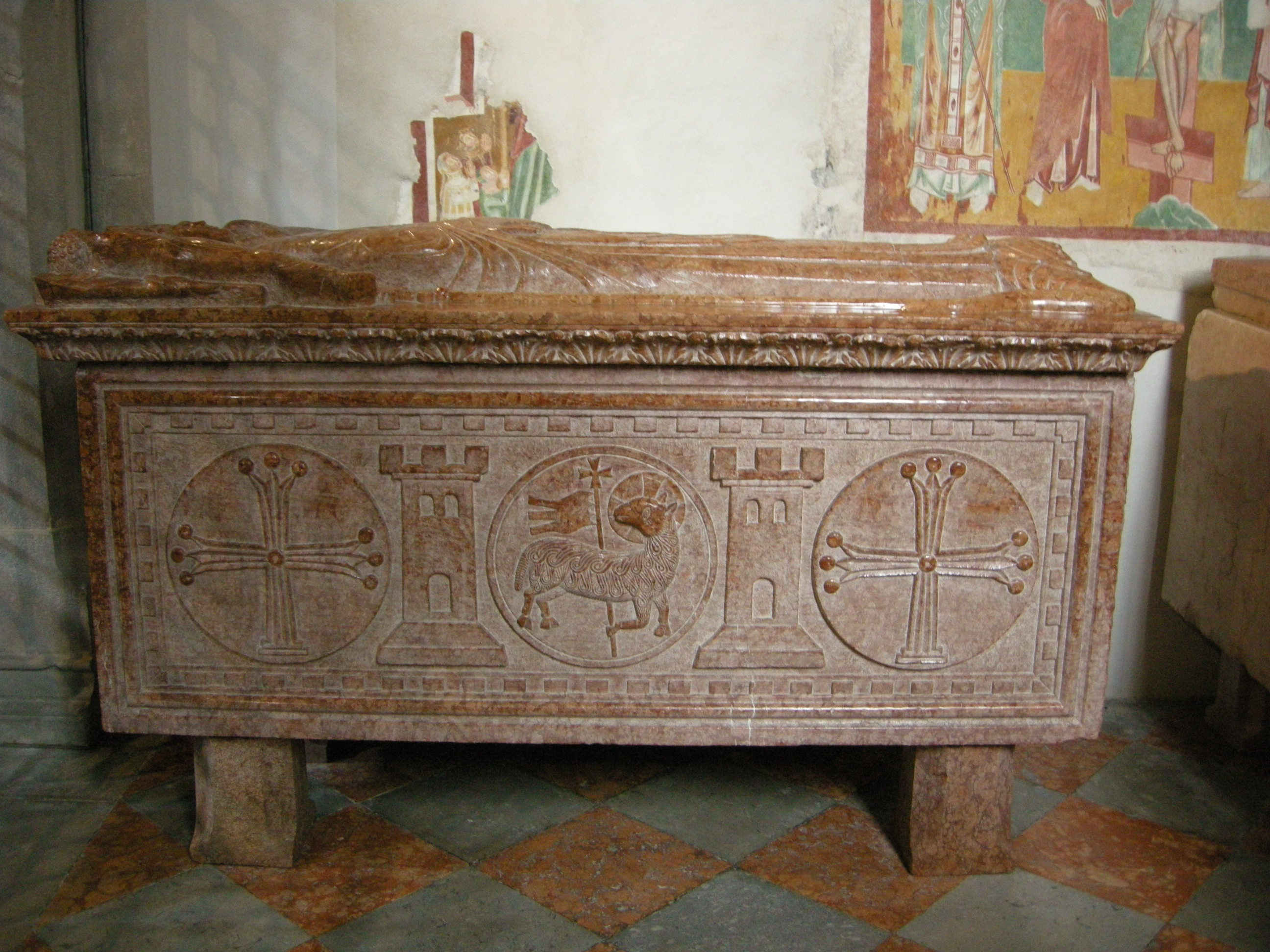
Basilique d'Aquilée : sarcophage du patriarche Raimondo della Torre

Le patriarche Marquardo di Randeck (1365-1381) a rassemblé toutes les lois précédemment édictées dans les Constitutiones Patriae Foriiulii, c'est-à-dire la constitution de la Patrie du Frioul, base du droit frioulan, qu'il a promulguée le 8 novembre 1366 à Sacile.
Avec la nomination du français Philippe II d'Alençon (1381-1388) en tant que patriarche, le conflit entre Udine et Cividale pour l'hégémonie sur le patriarcat s'est accentué. Le conflit a dégénéré en guerre de succession au patriarcat d'Aquilée (it), dans laquelle la plupart des communes frioulanes, les Carraresi de Padoue et le roi de Hongrie se sont ralliés à Cividale ; tandis que Venise et les Scaligeri de Vérone se sont rangés du côté d'Udine. La guerre prit fin en 1388 avec la renonciation de Philippe II à la charge et l'affaiblissement de Padoue et de Vérone, toutes deux conquises par les Visconti de Milan.
En 1411, le Frioul est devenu un champ de bataille pour l'armée impériale (aux côtés de Cividale) et l'armée vénitienne (aux côtés d'Udine). En décembre 1411, l'armée de l'empereur s'empara d'Udine et le 12 juillet 1412, le patriarche Louis de Teck fut nommé dans la cathédrale de Cividale, rétablissant ainsi la ligne pro-impériale. Peu après, les Vénitiens déclarèrent la guerre au patriarcat, dans le but de s'emparer de ses routes commerciales et d'éliminer un puissant partisan de l'Empire, qui visait à son tour à maintenir le patriarcat dans son orbite pour avoir un accès sûr à l'Adriatique. Les affrontements furent longs et sanglants, avec des fortunes diverses, et les Vénitiens se livrèrent souvent au pillage des campagnes pour affamer leurs ennemis ; mais à la longue, les troupes vénitiennes repoussèrent progressivement les troupes impériales.
Le 13 juillet 1419, les Vénitiens occupèrent Cividale et se préparèrent à conquérir Udine, qui tomba le 7 juin 1420, après une défense acharnée ; à la tête des troupes d'invasion et portant l'étendard de Saint-Marc se trouvait Tristano Savorgnan, noble frioulan qui s'était "donné" à Venise. Ayant perdu le dernier bastion et voyant s'évanouir toute chance de victoire, les nobles frioulans se rendirent, et Gemona, San Daniele, Venzone, Tolmezzo et Monfalcone tombèrent finalement : c'était la fin de l'État patriarcal frioulan. La paix entre Venise et l'Empire a consacré l'état de fait, reconnaissant à chaque camp la possession des territoires occupés à ce moment-là.

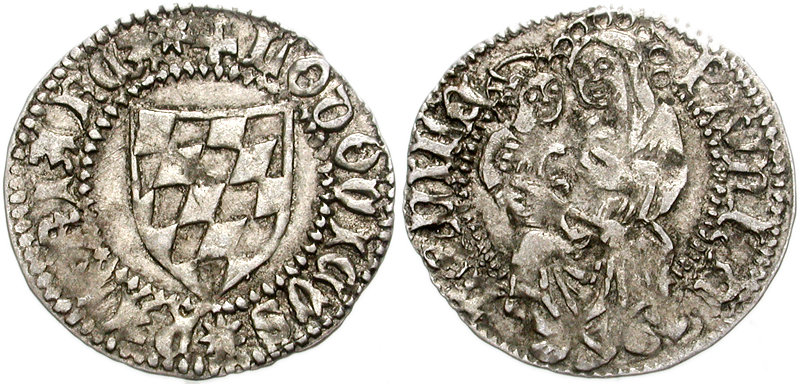
Sou de, dernier patriarche souverain (1412-1420)

### L'annexion à la république de Venise
Affaibli après la guerre entre la république de Venise et le royaume de Hongrie (1411-1413), en 1420, le patriarcat fut envahi par les troupes vénitiennes. La même année, le patriarche Ludovico di Teck (it) tenta à nouveau sans succès de reconquérir le territoire frioulan ; celui-ci resta donc sous contrôle vénitien. La partie "diplomatique" n'était cependant pas close : aussi bien le Saint Empire romain germanique que l'Église revendiquaient des prérogatives sur le Patriarcat, le patriarche ayant reçu la Patria del Friuli en fief de l'empereur, tandis que le pape détenait le droit de nommer le patriarche. Les négociations avec l'empereur Sigismond de Luxembourg aboutirent à l'élection du doge Francesco Foscari en tant que vicaire impérial pour certaines localités de la Patria.
En ce qui concerne l'Église, les négociations furent plus longues et difficiles. Le pape Martin V demandait la restitution de tout le territoire frioulan au patriarche ; une demande tout à fait inacceptable pour Venise, qui défendait ses intérêts en soulignant que le Frioul avait été conquis lors d'une guerre victorieuse. Une première tentative eut lieu en 1421 : Venise aurait été disposée à restituer la Patria à Louis de Teck, à condition que le pape indemnise les importantes dépenses de guerre. Ces premières négociations échouèrent. La tentative de médiation suivante eut lieu lors du Concile de Bâle en 1434. La République exprima la possibilité d'accepter toute proposition faite par le Concile.
La nouvelle offre aurait permis à Venise d'occuper le Frioul pendant encore six ans, en versant un loyer de six mille florins par an à Louis de Teck. Cependant, le Sénat vénitien demanda à réduire le tribut. Cela entraîna une nouvelle impasse des négociations en raison de l'excommunication prononcée en décembre 1435 contre la Sérénissime ; cependant, les Vénitiens firent appel au pape Eugène IV, qui les leva de l'excommunication en mars 1436. Après la rupture entre le Concile et Eugène IV, l'élection de l'antipape Félix V par Bâle et la mort de Ludovico di Teck (it), une nouvelle crise diplomatique s'ouvrit. Le concile nomma un nouveau patriarche, Alexandre de Mazovie, oncle maternel du futur empereur Frédéric III de Habsbourg et extrêmement hostile à Venise. À ce stade, la République abandonna définitivement les négociations avec le concile, préférant parvenir à une solution diplomatique avec Eugène IV. C'est ainsi qu'en 1445, grâce à l'habileté du nouveau patriarche vénitien Ludovico Trevisan, une solution définitive fut trouvée. Les territoires de l'ancien principat ecclésiastique passèrent sous la domination de la république de Venise, qui les incorpora tout en conservant pour eux le nom de Patria del Friuli, en tant qu'entité autonome au sein de ses domaines de la terre ferme. À la suite de la défaite de la république de Venise dans la guerre de la Ligue de Cambrai, Aquilée fut annexée au Saint Empire romain germanique en 1509, mettant ainsi fin de facto au pouvoir temporel de ses patriarches, qui restèrent seigneurs d'Aquilée, San Daniele et San Vito jusqu'à la suppression du Patriarcat d'Aquilée par Venise en 1751.

## Institution

### Le parlement de Frioul
Le patriarcat du Frioul s'impose comme l'une des institutions politiques les plus significatives de l'Italie de l'époque, se dotant dès le XIIe siècle d'un Parlement (la première séance se tint le 6 juillet 1231, ce qui en fit l'un des plus anciens parlements d'Europe), expression maximale de la société frioulane sur le plan institutionnel. Cet organisme prévoyait une représentation assemblée également des communes et non seulement de la noblesse et du clergé. L'une des principales tâches du Parlement était de décider de la paix et de la guerre, en fixant précisément le nombre de soldats que chaque fief ou ville devait fournir.
La vie de cette institution s'est prolongée pendant plus de six siècles. Le Parlement a été maintenu même sous la domination vénitienne, bien qu'en partie vidé de son pouvoir. Il était composé de 70 membres, appelés voix : 13 représentants des villes et bourgs, 12 représentants du clergé et 45 représentants de la noblesse féodale. Sa dernière réunion eut lieu en 1805 ; par la suite, il fut aboli par Napoléon Bonaparte.